# Lucie Šafářová
Lucie Šafářová (Brno, 4 de febrer de 1987) és una tennista professional retirada txeca.
Šafářová guanyà set títols individuals del circuit WTA i quinze en dobles. Individualment va arribar a disputar la final de Roland Garros 2015, cedint enfront Serena Williams. En dobles femenins va guanyar cinc títols de Grand Slam de cinc finals disputades, tots amb Bethanie Mattek-Sands com a parella, només li va mancar el torneig de Wimbledon per completar el Grand Slam. Això li va permetre ascendir fins al número 5 en el rànquing individual i a ocupar el número 1 del rànquing de dobles durant sis setmanes. En el seu palmarès també destaca la medalla de bronze en dobles femenins dels Jocs Olímpics de Rio de Janeiro de 2016 junt a Barbora Strýcová.

## Biografia
Filla de Milan i Jana, té una germana anomenada Veronika.
Va tenir una relació amb el també tennista txec Tomáš Berdych, però ho van deixar el 2011. A l'inici de 2019 va anunciar la seva retirada per després de disputar Roland Garros. Poc després ja va anunciar que estava embarassada de la seva parella, l'exjugador d'hoquei sobre gel Tomáš Plekanec, i al desembre ja va néixer la seva filla Lea.

## Torneigs de Grand Slam

### Individual: 1 (0−1)
| Resultat  | Núm. | Any  | Torneig       | Oponent         | Marcador         |
| --------- | ---- | ---- | ------------- | --------------- | ---------------- |
| Finalista | 1.   | 2015 | Roland Garros | Serena Williams | 3−6, 7−6(2), 2−6 |

### Dobles femenins: 5 (5−0)
| Resultat   | Núm. | Any  | Torneig              | Parella               | Oponents                            | Marcador         |
| ---------- | ---- | ---- | -------------------- | --------------------- | ----------------------------------- | ---------------- |
| Guanyadora | 1.   | 2015 | Open d'Austràlia     | Bethanie Mattek-Sands | Chan Yung-Jan Zheng Jie             | 6−4, 7−6(5)      |
| Guanyadora | 2.   | 2015 | Roland Garros        | Bethanie Mattek-Sands | Casey Dellacqua Iaroslava Xvédova   | 3−6, 6−4, 6−2    |
| Guanyadora | 3.   | 2016 | US Open              | Bethanie Mattek-Sands | Caroline Garcia Kristina Mladenovic | 2−6, 7−6(5), 6−4 |
| Guanyadora | 4.   | 2017 | Open d'Austràlia (2) | Bethanie Mattek-Sands | Andrea Hlaváčková Peng Shuai        | 6−7(4), 6−3, 6−3 |
| Guanyadora | 5.   | 2017 | Roland Garros (2)    | Bethanie Mattek-Sands | Ashleigh Barty Casey Dellacqua      | 6−2, 6−1         |

## Jocs Olímpics

### Dobles femenins
| Any  | Campionat                             | Parella          | Oponents                         | Resultat |
| ---- | ------------------------------------- | ---------------- | -------------------------------- | -------- |
| 2016 | Jocs Olímpics, Rio de Janeiro, Brasil | Barbora Strýcová | Andrea Hlaváčková Lucie Hradecká | 7−5, 6−1 |

## Palmarès

### Individual: 17 (7−10)
| Abans de 2009                | Després de 2009         |
| ---------------------------- | ----------------------- |
| Grand Slam (0−1)             |                         |
| WTA Tour Championships (0−0) |                         |
| Tier I (0−0)                 | Premier Mandatory (0−0) |
| Tier II (0−1)                | Premier 5 (0−0)         |
| Tier III (1−1)               | Premier (1−3)           |
| Tier IV i V (3−0)            | International (2−4)     |

| Títols per superfície |
| --------------------- |
| Dura (4−5)            |
| Gespa (0−1)           |
| Terra batuda (2−2)    |
| Moqueta (1−2)         |

| Resultat   | Núm. | Data                   | Torneig                         | Superfície   | Oponent            | Marcador         |
| ---------- | ---- | ---------------------- | ------------------------------- | ------------ | ------------------ | ---------------- |
| Guanyadora | 1.   | 1 de maig de 2005      | Estoril, Portugal               | Terra batuda | Li Na              | 6−7(4), 6−4, 6−4 |
| Finalista  | 1.   | 13 de juny de 2006     | 's-Hertogenbosch, Països Baixos | Gespa        | Klára Zakopalová   | 6−3, 2−6, 2−6    |
| Guanyadora | 2.   | 28 d'agost de 2005     | Forest Hills, Estats Units      | Dura         | Sania Mirza        | 3−6, 7−5, 6−4    |
| Guanyadora | 3.   | 2 de gener de 2006     | Brisbane, Austràlia             | Dura         | Flavia Pennetta    | 6−3, 6−4         |
| Finalista  | 2.   | 11 de febrer de 2007   | París, França                   | Moqueta (i)  | Nàdia Petrova      | 6−4, 1−6, 4−6    |
| Guanyadora | 4.   | 23 d'agost de 2008     | Forest Hills (2)                | Dura         | Peng Shuai         | 6−4, 6−2         |
| Finalista  | 3.   | 20 de setembre de 2009 | Quebec, Canadà                  | Moqueta (i)  | Melinda Czink      | 6−4, 3−6, 5−7    |
| Finalista  | 4.   | 14 de febrer de 2010   | París (2)                       | Dura (i)     | Ielena Deméntieva  | 7−6(5), 1−6, 4−6 |
| Finalista  | 5.   | 6 de març de 2011      | Kuala Lumpur, Malàisia          | Dura         | Jelena Dokić       | 6−2, 6−7(9), 4−6 |
| Finalista  | 6.   | 12 de juny de 2011     | Copenhaguen, Dinamarca          | Dura (i)     | Caroline Wozniacki | 1−6, 4−6         |
| Finalista  | 7.   | 8 d'abril de 2012      | Charleston, Estats Units        | Terra batuda | Serena Williams    | 0−6, 1−6         |
| Guanyadora | 5.   | 15 de setembre de 2013 | Quebec                          | Moqueta (i)  | Marina Erakovic    | 6−4, 6−3         |
| Guanyadora | 6.   | 28 de febrer de 2015   | Doha, Qatar                     | Dura         | Viktória Azàrenka  | 6−4, 6−3         |
| Finalista  | 8.   | 7 de gener de 2015     | Roland Garros, França           | Terra batuda | Serena Williams    | 3−6, 7−6(2), 2−6 |
| Finalista  | 9.   | 29 d'agost de 2015     | New Haven, Estats Units         | Dura         | Petra Kvitová      | 7−6(6), 2−6, 2−6 |
| Guanyadora | 7.   | 30 d'abril de 2016     | Praga, República Txeca          | Terra batuda | Samantha Stosur    | 3−6, 6−1, 6−4    |
| Finalista  | 10.  | 26 de febrer de 2017   | Budapest, Hongria               | Dura (i)     | Tímea Babos        | 7−6(4), 4−6, 3−6 |

### Dobles femenins: 26 (15−6)
| Abans de 2009                             | 2009 − 2020             | Després de 2021 |
| ----------------------------------------- | ----------------------- | --------------- |
| Grand Slam (5−0)                          |                         |                 |
| Jocs Olímpics Bronze (1)                  |                         |                 |
| WTA Tour Championships / WTA Finals (0−1) |                         |                 |
| Tier I (0−0)                              | Premier Mandatory (3−0) | WTA 1000 (0−0)  |
| Tier II (0−0)                             | Premier 5 (2−0)         | WTA 1000 (0−0)  |
| Tier III (0−0)                            | Premier (5−2)           | WTA 500 (0−0)   |
| Tier IV / V (0−1)                         | International (0−1)     | WTA 250 (0−1)   |

| Títols per superfície |
| --------------------- |
| Dura (8−2)            |
| Gespa (0−1)           |
| Terra batuda (7−3)    |

| Resultat   | Núm. | Data                   | Torneig                     | Superfície       | Parella               | Oponents                              | Marcador         |
| ---------- | ---- | ---------------------- | --------------------------- | ---------------- | --------------------- | ------------------------------------- | ---------------- |
| Finalista  | 1.   | 3 d'agost de 2008      | Estocolm, Suècia            | Dura             | Petra Cetkovská       | Iveta Benešová Barbora Strýcová       | 5−7, 4−6         |
| Guanyadora | 1.   | 8 d'abril de 2012      | Charleston, Estats Units    | Terra batuda     | A. Pavliutxénkova     | A. Medina Garrigues Iaroslava Xvédova | 5−7, 6−4, [10−6] |
| Guanyadora | 2.   | 7 d'abril de 2013      | Charleston (2)              | Terra batuda     | Kristina Mladenovic   | Andrea Hlaváčková Liezel Huber        | 6−3, 7−6(6)      |
| Guanyadora | 3.   | 12 de maig de 2013     | Madrid, Espanya             | Terra batuda     | A. Pavliutxénkova     | Cara Black Marina Erakovic            | 6−2, 6−4         |
| Guanyadora | 4.   | 11 de gener de 2014    | Sydney, Austràlia           | Dura             | Tímea Babos           | Sara Errani Roberta Vinci             | 7−5, 3−6, [10−7] |
| Guanyadora | 5.   | 1 de febrer de 2015    | Open d'Austràlia, Austràlia | Dura             | Bethanie Mattek-Sands | Chan Yung-jan Zheng Jie               | 6−4, 7−6(5)      |
| Guanyadora | 6.   | 26 d'abril de 2015     | Stuttgart, Alemanya         | Terra batuda (i) | Bethanie Mattek-Sands | Caroline Garcia Katarina Srebotnik    | 6−4, 6−3         |
| Guanyadora | 7.   | 7 de juny de 2015      | Roland Garros, França       | Terra batuda     | Bethanie Mattek-Sands | Iaroslava Xvédova Casey Dellacqua     | 3−6, 6−4, 6−2    |
| Guanyadora | 8.   | 16 d'agost de 2015     | Toronto, Canadà             | Dura             | Bethanie Mattek-Sands | Caroline Garcia Katarina Srebotnik    | 6−1, 6−2         |
| Guanyadora | 9.   | 3 d'abril de 2016      | Miami, Estats Units         | Dura             | Bethanie Mattek-Sands | Tímea Babos Iaroslava Xvédova         | 6−3, 6−4         |
| Finalista  | 2.   | 10 d'abril de 2016     | Charleston                  | Terra batuda     | Bethanie Mattek-Sands | Caroline Garcia Kristina Mladenovic   | 2−6, 5−7         |
| Guanyadora | 10.  | 11 de setembre de 2016 | US Open, Estats Units       | Dura             | Bethanie Mattek-Sands | Caroline Garcia Kristina Mladenovic   | 2−6, 7−6(5), 6−4 |
| Guanyadora | 11.  | 1 d'octubre de 2016    | Wuhan, Xina                 | Dura             | Bethanie Mattek-Sands | Sania Mirza Barbora Strýcová          | 6−1, 6−4         |
| Guanyadora | 12.  | 9 d'octubre de 2016    | Pequín, Xina                | Dura             | Bethanie Mattek-Sands | Caroline Garcia Kristina Mladenovic   | 6−4, 6−4         |
| Finalista  | 3.   | 30 d'octubre de 2016   | WTA Finals, Singapur        | Dura (i)         | Bethanie Mattek-Sands | Iekaterina Makàrova Ielena Vesninà    | 6−7(5), 3−6      |
| Guanyadora | 13.  | 29 de gener de 2017    | Open d'Austràlia (2)        | Dura             | Bethanie Mattek-Sands | Andrea Hlaváčková Peng Shuai          | 6−7(4), 6−3, 6−3 |
| Guanyadora | 14.  | 9 d'abril de 2017      | Charleston (3)              | Terra batuda     | Bethanie Mattek-Sands | Lucie Hradecká Kateřina Siniaková     | 6−1, 4−6, [10−7] |
| Guanyadora | 15.  | 11 de juny de 2017     | Roland Garros (2)           | Terra batuda     | Bethanie Mattek-Sands | Ashleigh Barty Casey Dellacqua        | 6−2, 6−1         |
| Finalista  | 4.   | 24 de juny de 2018     | Mallorca, Espanya           | Gespa            | Barbora Štefková      | Andreja Klepač M.J. Martínez Sánchez  | 1−6, 6−3, [3−10] |
| Finalista  | 5.   | 28 d'abril de 2019     | Stuttgart, Alemanya         | Terra batuda (i) | A. Pavliutxénkova     | Mona Barthel Anna-Lena Friedsam       | 6−2, 3−6, [6−10] |
| Finalista  | 6.   | 28 de juliol de 2024   | Praga, Txèquia              | Terra batuda     | Bethanie Mattek-Sands | Barbora Krejčíková Kateřina Siniaková | 3−6, 3−6         |

#### Períodes com a número 1
| Núm. | Precedida per         | Dates                   | Succeïda per   | Setmanes | Acumulat |
| ---- | --------------------- | ----------------------- | -------------- | -------- | -------- |
| 1.   | Bethanie Mattek-Sands | 21/08/2017 − 30/09/2017 | Martina Hingis | 6        | 6        |

### Equips: 4 (4−0)
| Resultat   | Núm. | Data                      | Torneig                                    | Superfície | Equip                                            | Oponents                                                             | Marcador |
| ---------- | ---- | ------------------------- | ------------------------------------------ | ---------- | ------------------------------------------------ | -------------------------------------------------------------------- | -------- |
| Guanyadora | 1.   | 5−6 de novembre de 2011   | Copa Federació, Moscou, Rússia             | Dura (i)   | Lucie Hradecká Petra Kvitová Kveta Peschke       | Maria Kirilenko Svetlana Kuznetsova A. Pavliutxénkova Ielena Vesninà | 3−2      |
| Guanyadora | 2.   | 3−4 de novembre de 2012   | Copa Federació, Praga, República Txeca (2) | Dura (i)   | Andrea Hlaváčková Lucie Hradecká Petra Kvitová   | Ana Ivanović Jelena Janković Bojana Jovanovski Aleksandra Krunic     | 3−1      |
| Guanyadora | 3.   | 8−9 de novembre de 2014   | Copa Federació, Praga (3)                  | Dura (i)   | Andrea Hlaváčková Lucie Hradecká Petra Kvitová   | Julia Görges Angelique Kerber Sabine Lisicki Andrea Petkovic         | 3−1      |
| Guanyadora | 4.   | 14−15 de novembre de 2015 | Copa Federació, Praga (4)                  | Dura (i)   | Petra Kvitová Karolína Plísková Barbora Strýcová | Iekaterina Makàrova A. Pavliutxénkova Ielena Vesninà Maria Xaràpova  | 3−2      |

## Trajectòria

### Individual
| Open d'Austràlia | A   | Q1          | 1R          | QF          | 1R    | 3R          | 1R          | 3R          | 1R    | 2R          | 3R          | 1R          | A     | 2R    | 3R    | 0 / 12    | 14 – 12   |
| Roland Garros | A   | 1R          | 1R          | 4R          | 2R    | 2R          | 2R          | 2R          | 2R    | 1R          | 4R          | F           | 3R    | 1R    | 2R    | 0 / 14    | 20 – 14   |
| Wimbledon | A   | 1R          | A           | 3R          | 1R    | 1R          | 1R          | 2R          | 1R    | 2R          | SF          | 4R          | 4R    | 2R    | 3R    | 0 / 13    | 18 – 13   |
| US Open | Q2  | 1R          | 2R          | 3R          | 1R    | 1R          | 1R          | 3R          | 3R    | 2R          | 4R          | 1R          | 2R    | 4R    | 2R    | 0 / 14    | 16 – 14   |
| Jocs Olímpics | A   | No celebrat | No celebrat | No celebrat | 3R    | No celebrat | No celebrat | No celebrat | 1R    | No celebrat | No celebrat | No celebrat | 2R    | NC    | NC    | 0 / 3     | 3 – 3     |
| WTA Finals | A   | A           | A           | A           | A     | A           | A           | A           | A     | A           | A           | RR          | A     | A     | A     | 0 / 1     | 1 – 2     |
| Total Victòries−Derrotes | 0−0 | 15−9        | 21−21       | 28−16       | 17−19 | 32−23       | 27−22       | 34−23       | 26−22 | 26−22       | 36−23       | 31−21       | 15−18 | 35−19 | 10−11 | 448 – 317 | 448 – 317 |
| Rànquing a final d'any | 185 | 50          | 41          | 24          | 65    | 42          | 33          | 25          | 17    | 29          | 17          | 9           | 64    | 30    | 106   |           |           |
| Llegenda: G: Guanyadora; F: Finalista; SF: Semifinalista; QF: Quarts de final; Q: Qualificació; A: Absent; RR: Round Robin; |     |             |             |             |       |             |             |             |       |             |             |             |       |       |       |           |           |

### Dobles femenins
| Open d'Austràlia | A           | 1R          | 1R          | A    | 3R          | 1R          | 2R          | 1R    | QF          | QF          | G           | A     | G    | QF  | 2 / 11    | 23 – 9    |
| Roland Garros | A           | 1R          | 1R          | 1R   | 2R          | 2R          | 3R          | 1R    | QF          | 1R          | G           | 1R    | G    | 2R  | 2 / 13    | 20 – 11   |
| Wimbledon | 1R          | A           | 1R          | 1R   | 1R          | 2R          | 1R          | 1R    | 1R          | QF          | QF          | 1R    | 2R   | QF  | 0 / 13    | 11 – 12   |
| US Open | 1R          | 1R          | 1R          | 2R   | 1R          | 2R          | 1R          | 1R    | 3R          | 2R          | A           | G     | SF   | 2R  | 1 / 13    | 15 – 12   |
| Jocs Olímpics | No celebrat | No celebrat | No celebrat | 1R   | No celebrat | No celebrat | No celebrat | 1R    | No celebrat | No celebrat | No celebrat | 3a    | NC   | NC  | 0 / 3     | 4 – 3     |
| WTA Finals | A           | A           | A           | A    | A           | A           | A           | A     | A           | A           | RR          | F     | A    | A   | 0 / 2     | 3 – 2     |
| Total Victòries−Derrotes | 0−4         | 0−5         | 0−4         | 7−10 | 6−13        | 3−7         | 5−8         | 12−14 | 27−15       | 19−17       | 30−8        | 32−11 | 31−6 | 5−2 | 177 – 124 | 177 – 124 |
| Rànquing a final d'any | 511         | 785         | 881         | 91   | 120         | 149         | 134         | 59    | 18          | 29          | 4           | 7     | 6    | 51  |           |           |
| Llegenda: G: Guanyadora; F: Finalista; SF: Semifinalista; QF: Quarts de final; Q: Qualificació; A: Absent; RR: Round Robin; |             |             |             |      |             |             |             |       |             |             |             |       |      |     |           |           |